# 仙台市の公園一覧
仙台市の公園一覧は、宮城県仙台市の公園・緑地についてまとめた項目である。

## 国定公園・県立公園等
| 区分                               | 名称                             | 指定面積（ha） | 設立日                     | 備考                 |
| ---------------------------------- | -------------------------------- | -------------- | -------------------------- | -------------------- |
| 国定公園                           | 蔵王国定公園                     | 2,676          | 1963年（昭和38年）8月8日   | 面積は仙台市内の範囲 |
| 県立自然公園                       | 県立自然公園二口峡谷             | 9,230          | 1947年（昭和22年）8月1日   | 面積は仙台市内の範囲 |
| 県立自然公園                       | 県立自然公園船形連峰             | 16,938         | 1962年（昭和37年）11月1日  | 面積は仙台市内の範囲 |
| 県自然環境保全地域                 | 仙台湾海浜県自然環境保全地域     | 200.1          | 1973年（昭和48年）8月17日  | 面積は仙台市内の範囲 |
| 県自然環境保全地域                 | 太白山県自然環境保全地域         | 451.11         | 1973年（昭和48年）8月17日  | 面積は仙台市内の範囲 |
| 県緑地環境保全地域                 | 蕃山・斎勝沼緑地環境保全地域     | 1,942          | 1976年（昭和51年）8月3日   | 面積は仙台市内の範囲 |
| 県緑地環境保全地域                 | 県民の森緑地環境保全地域         | 419            | 1973年（昭和48年）8月17日  | 面積は仙台市内の範囲 |
| 県緑地環境保全地域                 | 丸田沢緑地環境保全地域           | 124            | 1973年（昭和48年）8月17日  | 面積は仙台市内の範囲 |
| 県緑地環境保全地域                 | 権現森緑地環境保全地域           | 857            | 1973年（昭和48年）8月17日  | 面積は仙台市内の範囲 |
| 県緑地環境保全地域                 | 高館・千貫山緑地環境保全地域     | 594            | 1986年（昭和61年）12月26日 | 面積は仙台市内の範囲 |
| 県立都市公園                       | 宮城野原公園                     | 15.4           | 1952年（昭和27年）10月     |                      |
| 仙台塩釜港仙台港区港湾環境整備施設 | 仙台港中央公園（NX仙台港パーク） | 8.5846         | 1988年（昭和63年）8月      | 命名権導入施設       |

## 市立公園

### 都市公園

#### 総合公園
- 青葉山公園（青葉区） - 40.58ha　日本の歴史公園100選
- 西公園（青葉区） - 10.80ha　日本の歴史公園100選[注 1]
- 榴岡公園（宮城野区） - 11.23ha　日本の都市公園100選
- 高砂中央公園（宮城野区） - 14.5ha
- 七北田公園（泉区） - 22.04ha

#### 広域公園
- 海岸公園（宮城野区・若林区） - 551.2ha[8]

#### 特殊公園
- 三居沢公園（青葉区） - 0.94ha
- 元鍛冶丁公園（青葉区） - 0.19ha

動物公園
- 八木山公園（太白区） - 14.65ha

風致公園
- 台原森林公園（青葉区） - 60.47ha
- 北六番丁公園（青葉区） - 0.22ha
- 与兵衛沼公園（宮城野区） - 26.25ha
- 高森山公園（宮城野区） - 12.52ha
- 大堤公園（宮城野区）　- 0.1ha
- 大年寺山公園（太白区） - 31.93ha
- 三神峯公園（太白区） - 8.10ha
- 水の森公園（泉区） - 49.48ha
- 将監風致公園（泉区） - 8.52ha

歴史公園
- 経ヶ峯公園（青葉区） - 6.54ha
- 臨済院公園（青葉区） - 0.38ha
- 長命館公園（泉区） - 12.8ha
- 鶴ケ城公園（泉区） - 1.39ha

#### 住区基幹公園
地区公園
- 紫山公園（泉区） - 7.49ha

近隣公園
- 勾当台公園（青葉区） - 2.69ha　日本の歴史公園100選[注 1]
- 錦町公園（青葉区） - 1.74ha
- 評定河原公園（青葉区） - 1.68ha
- 南小泉公園（若林区） - 2.11ha

街区公園
- 勝山公園（青葉区） - 0.44ha

#### 都市緑地
主な都市緑地を掲載。
- 青葉の森緑地（青葉区） - 114.34ha
- 荒巻仁田谷地北緑地（青葉区） - 10.72ha
- 定禅寺通緑地（青葉区） - 0.58ha　日本の歴史公園100選[注 1]
- 新寺小路緑道（宮城野区） - 0.64ha

### その他
- せんだい農業園芸センター（若林区） - 10.70ha

河川公園
- 広瀬川牛越緑地（青葉区） - 2.60ha